# テレビ朝日木曜10時枠の連続ドラマ
テレビ朝日木曜10時枠の連続ドラマは、1962年7月から1966年3月、および1973年4月から1982年3月までテレビ朝日系列で毎週木曜日22時台に放送されていたテレビドラマ枠である。

## 概要
最初は東映制作の刑事ドラマ「JNR公安36号」を放送していたが、実質的に水曜20時枠と交換する形で(実際はもう少し複雑だが)、海外ドラマの「ドクターキルデア」を放送。その後も海外ドラマが続いたが、これは火曜20時枠へ移動。そして、それまで金曜22時枠に放送していた東映制作の天知茂主演路線が移動し、「廃虚の唇」を放送。その後も天知か高城丈二主演の同路線が続いたが、その路線は1966年4月に日曜22時枠に移動。この枠はナショナル提供による「ナショナルゴールデン劇場」となる。
その後、1971年10月「ナショナル～」が木曜21時枠に移動し、空いた当枠にそれまで土曜20時枠に放送していた時代劇枠が移動。そして1年半後に、その時代劇枠が木曜20時枠に移動した際に、それまで月曜20時枠だった現代劇枠がこの枠に移動し、「非情のライセンス」を放送。「悪の紋章」以来の木曜22時・東映制作・天知茂主演のドラマの再来となった。その後しばらくは東映制作の刑事ドラマが続いたが、「海峡物語」より制作会社が不定となる。
そして、1982年1月に、それまで木曜21時枠で放送されていた「ダラス 華麗なる悪の一族」が当枠に移動することとなり、テレビ朝日オリジナルの連続ドラマ枠は終了(実質的には木曜21時枠と交換したと言える)。そして、その移動してきた「ダラス」も3ヶ月で終了(終了後しばらくして日曜深夜枠で続きを放送)。以後は完全にドラマから脱却したジャンルを放送することとなる。更に「ダラス」の前番組「新・海峡物語」や、「ダラス」の次番組である「夢のビッグスタジオ」→「木曜ヒットショー」→「歌のグランドショー」（以上音楽番組）の様に、長くて半年・悪くて1クール前後で終了する番組が連発し、しばらくこの枠は迷走する事となる。

## 歴代作品タイトル
▲は海外ドラマを表する

### 第1期
- JNR公安36号　※1962年10月より21:45開始。終了2ヶ月後に「鉄道公安36号」として水曜20時枠で復活
- ドクターキルデア ▲ ※水曜20時枠より移動
- ショック! ▲　※火曜20時枠へ移動
- 廃虚の唇 ※開始2ヶ月目より22:00開始
- 悪魔のようなすてきな奴
- アスファルトジャングル
- 悪の紋章

1966年4月～1971年9月まで木曜夜10時枠で放送されていた「ナショナルゴールデン劇場」は
1971年10月～1973年3月まで木曜夜10時枠で放送されていた時代劇枠は

### 第2期
- 非情のライセンス(第1作)
- ザ・ボディガード
- 非情のライセンス(第2作)
- 海峡物語
- 野望
- 悪女について
- 判決(復活第1作)
- 遙かな坂
- 判決(復活第2作)
- 非情のライセンス(第3作)
- 加山雄三のブラックジャック
- 判決-生きる
- 新・海峡物語
- ダラス　愛と憎しみの二重奏 ▲ ※木曜21時枠より移動・改題

| NET系 木曜22:00～22:45枠                                                                       | NET系 木曜22:00～22:45枠                                    | NET系 木曜22:00～22:45枠                                                                    |
| 前番組                                                                                         | 番組名                                                      | 次番組                                                                                      |
| ---------------------------------------------------------------------------------------------- | ----------------------------------------------------------- | ------------------------------------------------------------------------------------------- |
| サスペンス45                                                                                   | テレビ朝日 木曜10時枠の連続ドラマ （1962年6月～9月）        | テレビ朝日 木曜10時枠の連続ドラマ （21:45～22:45） ※『JNR公安36号』                         |
| NET系 木曜21:45～22:45枠                                                                       |                                                             |                                                                                             |
| 日本の鉄道 （21:45～22:00）テレビ朝日 木曜10時枠の連続ドラマ （22:00～22:45） ※『JNR公安36号』 | テレビ朝日 木曜10時枠の連続ドラマ （1962年10月～1964年4月） | 明日の幸福 （21:30～22:00）テレビ朝日 木曜10時枠の連続ドラマ （22:00～22:56） ※『廃墟の唇』 |
| NET系 木曜22:00枠                                                                              |                                                             |                                                                                             |
| テレビ朝日 木曜10時枠の連続ドラマ （21:45～22:45） ※『廃墟の唇』夜の喫煙室 （22:45～23:00）    | テレビ朝日 木曜10時枠の連続ドラマ （1964年5月～1966年3月）  | ナショナルゴールデン劇場 ※最初は『戦国夫婦物語 功名が辻』                                   |
| NET→テレビ朝日系 木曜22:00枠                                                                   |                                                             |                                                                                             |
| 木曜時代劇 ※直前は『地獄の辰捕物控』                                                           | テレビ朝日 木曜10時枠の連続ドラマ （1973年4月～1982年3月）  | 夢のビッグスタジオ                                                                          |